# Crisi politica ucraina del 2007
Il 2 aprile 2007 Viktor Juščenko, Presidente dell'Ucraina, sciolse il Parlamento ordinando, per il 27 maggio 2007, le elezioni parlamentari in Ucraina, anche se poi furono posticipate al 24 giugno 2007. Il Parlamento (Verchovna Rada) e il Consiglio dei ministri dichiararono il decreto incostituzionale e impedirono lo stanziamento dei fondi per le elezioni. Un appello contro il decreto presidenziale fu avanzato anche presso la Corte costituzionale dell'Ucraina.
Viktor Juščenko, in seguito ai pronunciamenti della Corte, sospese il decreto e posticipò la data delle elezioni al 30 settembre 2007, per poter approvare le leggi per le elezioni, per l'opposizione e per le operazioni del Parlamento.

## Scioglimento del Parlamento e nuove elezioni
Ciò che condusse allo scioglimento del Parlamento fu una battaglia per il potere lunga otto mesi svoltasi tra il Presidente e il Parlamento. La battaglia tra l'Alleanza di Unità Nazionale e l'opposizione politica sostenuta dal Presidente Viktor Juščenko aveva frequentemente causato il boicottaggio, da parte dell'opposizione, delle sessioni plenarie del Parlamento.
Prima del decreto presidenziale del 2 aprile che scioglieva il Parlamento ucraino, undici membri dell'opposizione sostennero la Coalizione di Unità Nazionale al governo. Il Presidente dell'Ucraina, Viktor Juščenko, sostenne che il diritto dei singoli membri di una fazione parlamentare di sostenere la coalizione di governo era contraria a quanto stabilito dalla Costituzione nazionale.
L'articolo 83, comma sei, in ciò che normalmente viene detto "mandato imperativo", afferma che "A partire dal risultato elettorale, e dagli accordi raggiunti tra diverse posizioni politiche, deve essere formata una coalizione di fazioni parlamentari nella Verchovna Rada dell'Ucraina in modo da comprendere la maggioranza dei Deputati del Popolo dell'Ucraina all'interno della composizione costituzionale della Verchovna Rada".